# Liste der Olympiasieger im Rudern/Medaillengewinnerinnen
Diese Liste ist Teil der Liste der Olympiasieger im Rudern. Sie führt sämtliche Medaillengewinnerinnen in Wettbewerben im Rudern bei Olympischen Sommerspielen auf. Gegliedert ist sie nach aktuellen und nicht mehr ausgetragenen Disziplinen sowie nach Bootsklassen.

## Aktuelle Disziplinen

### Einer
| Olympia | Gold                         | Silber            | Bronze                       |
| ------- | ---------------------------- | ----------------- | ---------------------------- |
| 1976    | Christine Scheiblich         | Joan Lind         | Jelena Antonowa              |
| 1980    | Sanda Toma                   | Antonina Machina  | Martina Schröter             |
| 1984    | Valeria Răcilă               | Charlotte Geer    | Ann Haesebrouck              |
| 1988    | Jutta Behrendt               | Anne Marden       | Magdalena Georgiewa          |
| 1992    | Elisabeta Lipă               | Annelies Bredael  | Silken Laumann               |
| 1996    | Kazjaryna Karsten            | Silken Laumann    | Trine Hansen                 |
| 2000    | Kazjaryna Karsten            | Rumjana Nejkowa   | Katrin Rutschow-Stomporowski |
| 2004    | Katrin Rutschow-Stomporowski | Kazjaryna Karsten | Rumjana Nejkowa              |
| 2008    | Rumjana Nejkowa              | Michelle Guerette | Kazjaryna Karsten            |
| 2012    | Miroslava Knapková           | Fie Udby Erichsen | Kim Crow                     |
| 2016    | Kim Brennan                  | Genevra Stone     | Duan Jingli                  |
| 2020    | Emma Twigg                   | Hanna Prakatsen   | Magdalena Lobnig             |
| 2024    | Karolien Florijn             | Emma Twigg        | Viktorija Senkutė            |

### Doppelzweier
| Olympia | Gold                                                       | Silber                                              | Bronze                                                |
| ------- | ---------------------------------------------------------- | --------------------------------------------------- | ----------------------------------------------------- |
| 1976    | Bulgarien Swetla Ozetowa Sdrawka Jordanowa                 | DDR Sabine Jahn Petra Boesler                       | Sowjetunion Eleonora Kaminskaitė Genovaitė Ramoškienė |
| 1980    | Sowjetunion Jelena Chlopzewa Larisa Alexandrowa            | DDR Cornelia Linse Heidi Westphal                   | Rumänien Olga Homeghi Valeria Răcilă                  |
| 1984    | Rumänien Mărioara Popescu Elisabeta Lipă                   | Niederlande Greet Hellemans Nicolette Hellemans     | Kanada Danièle Laumann Silken Laumann                 |
| 1988    | DDR Birgit Peter Martina Schröter                          | Rumänien Elisabeta Lipă Veronica Cogeanu            | Bulgarien Stefka Madina Violeta Ninowa                |
| 1992    | Deutschland Kerstin Köppen Kathrin Boron                   | Rumänien Elisabeta Lipă Veronica Cochela            | Volksrepublik China Gu Xiaoli Lu Huali                |
| 1996    | Kanada Marnie McBean Kathleen Heddle                       | Volksrepublik China Zhang Xiuyun Cao Mianying       | Niederlande Irene Eijs Eeke van Nes                   |
| 2000    | Deutschland Jana Thieme Kathrin Boron                      | Niederlande Pieta van Dishoeck Eeke van Nes         | Litauen Birutė Šakickienė Kristina Poplavskaja        |
| 2004    | Neuseeland Georgina Evers-Swindell Caroline Evers-Swindell | Deutschland Peggy Waleska Britta Oppelt             | Großbritannien Sarah Winckless Elise Laverick         |
| 2008    | Neuseeland Georgina Evers-Swindell Caroline Evers-Swindell | Deutschland Annekatrin Thiele Christiane Huth       | Großbritannien Elise Laverick Anna Bebington          |
| 2012    | Großbritannien Katherine Grainger Anna Watkins             | Australien Kim Crow Brooke Pratley                  | Polen Magdalena Fularczyk Julia Michalska             |
| 2016    | Polen Magdalena Fularczyk-Kozłowska Natalia Madaj          | Großbritannien Katherine Grainger Victoria Thornley | Litauen Milda Valčiukaitė Donata Vištartaitė          |
| 2020    | Rumänien Nicoleta-Ancuța Bodnar Simona Radiș               | Neuseeland Brooke Donoghue Hannah Osborne           | Niederlande Roos de Jong Lisa Scheenaard              |
| 2024    | Neuseeland Brooke Francis Lucy Spoors                      | Rumänien Nicoleta-Ancuța Bodnar Simona Radiș        | Großbritannien Mathilda Hodgkins-Byrne Rebecca Wilde  |

### Zweier ohne Steuerfrau
| Olympia | Gold                                             | Silber                                              | Bronze                                                   |
| ------- | ------------------------------------------------ | --------------------------------------------------- | -------------------------------------------------------- |
| 1976    | Bulgarien Sika Kelbetschewa Stojanka Gruitschewa | DDR Angelika Noack Sabine Dähne                     | BR Deutschland Edith Eckbauer Thea Einöder               |
| 1980    | DDR Ute Steindorf Cornelia Klier                 | Polen Małgorzata Dłużewska Czesława Kościańska      | Bulgarien Sika Barbulowa Stojanka Kurbatowa              |
| 1984    | Rumänien Rodica Arba Elena Horvat                | Kanada Elizabeth Craig Tricia Smith                 | BR Deutschland Ellen Becker Iris Völkner                 |
| 1988    | Rumänien Rodica Arba Olga Homeghi                | Bulgarien Radka Stojanowa Lalka Berberowa           | Neuseeland Nicola Payne Lynley Hannen                    |
| 1992    | Kanada Marnie McBean Kathleen Heddle             | Deutschland Stefani Werremeier Ingeburg Schwerzmann | Vereinigte Staaten Anna Seaton Stephanie Maxwell-Pierson |
| 1996    | Australien Megan Still Kate Slatter              | Vereinigte Staaten Karen Kraft Melissa Schwen       | Frankreich Christine Gossé Hélène Cortin                 |
| 2000    | Rumänien Georgeta Andrunache Doina Ignat         | Australien Rachael Taylor Kate Slatter              | Vereinigte Staaten Karen Kraft Melissa Ryan              |
| 2004    | Rumänien Georgeta Andrunache Viorica Susanu      | Großbritannien Katherine Grainger Catherine Bishop  | Belarus Julija Bitschyk Natallja Helach                  |
| 2008    | Rumänien Georgeta Andrunache Viorica Susanu      | Volksrepublik China Wu You Gao Yulan                | Belarus Julija Bitschyk Natallja Helach                  |
| 2012    | Großbritannien Helen Glover Heather Stanning     | Australien Kate Hornsey Sarah Tait                  | Neuseeland Juliette Haigh Rebecca Scown                  |
| 2016    | Großbritannien Helen Glover Heather Stanning     | Neuseeland Genevieve Behrent Rebecca Scown          | Dänemark Anne Dsane Andersen Hedvig Lærke Rasmussen      |
| 2020    | Neuseeland Kerri Gowler Grace Prendergast        | ROC Jelena Orjabinskaja Wassilissa Stepanowa        | Kanada Caileigh Filmer Hillary Janssens                  |
| 2024    | Niederlande Ymkje Clevering Veronique Meester    | Rumänien Roxana Anghel Ioana Vrînceanu              | Australien Annabelle McIntyre Jessica Morrison           |

### Doppelvierer
| Olympia | Gold                                                                                  | Silber                                                                         | Bronze                                                                                        |
| ------- | ------------------------------------------------------------------------------------- | ------------------------------------------------------------------------------ | --------------------------------------------------------------------------------------------- |
| 1988    | DDR Kerstin Förster Kristina Mundt Beate Schramm Jana Sorgers                         | Sowjetunion Iryna Kalimbet Switlana Masij Inna Frolowa Antonina Machina        | Rumänien Anișoara Bălan Anișoara Minea Veronica Cogeanu Elisabeta Lipă                        |
| 1992    | Deutschland Sybille Schmidt Birgit Peter Kerstin Müller Kristina Mundt                | Rumänien Anișoara Dobre Doina Ignat Constanța Burcică Veronica Cochela         | Vereintes Team Antonina Selikowitsch Tetjana Ustjuschanina Kazjaryna Karsten Jelena Chlopzewa |
| 1996    | Deutschland Katrin Rutschow-Stomporowski Jana Sorgers Kerstin Köppen Kathrin Boron    | Ukraine Switlana Masij Dina Miftachutdynowa Inna Frolowa Olena Ronschyna       | Kanada Laryssa Biesenthal Diane O’Grady Kathleen Heddle Marnie McBean                         |
| 2000    | Deutschland Manja Kowalski Meike Evers Manuela Lutze Kerstin Kowalski                 | Großbritannien Guin Batten Gillian Lindsay Katherine Grainger Miriam Batten    | Russland Oxana Dorodnowa Irina Fedotowa Julija Lewina Larissa Merk                            |
| 2004    | Deutschland Kathrin Boron Meike Evers Manuela Lutze Kerstin Kowalski                  | Großbritannien Alison Mowbray Debbie Flood Frances Houghton Rebecca Romero     | Australien Dana Faletic Rebecca Sattin Amber Bradley Kerry Hore                               |
| 2008    | Volksrepublik China Jin Ziwei Tang Bin Xi Aihua Zhang Yangyang                        | Großbritannien Debbie Flood Katherine Grainger Frances Houghton Annabel Vernon | Deutschland Kathrin Boron Manuela Lutze Britta Oppelt Stephanie Schiller                      |
| 2012    | Ukraine Kateryna Tarassenko Natalija Dowhodko Anastassija Koschenkowa Jana Dementjewa | Deutschland Julia Richter Carina Bär Annekatrin Thiele Britta Oppelt           | Vereinigte Staaten Megan Kalmoe Natalie Dell Adrienne Martelli Kara Kohler                    |
| 2016    | Deutschland Carina Bär Julia Lier Lisa Schmidla Annekatrin Thiele                     | Niederlande Chantal Achterberg Nicole Beukers Carline Bouw Inge Janssen        | Polen Monika Ciaciuch Maria Springwald Joanna Leszczyńska Agnieszka Kobus                     |
| 2020    | Volksrepublik China Cui Xiaotong Lyu Yang Chen Yunxia Zhang Ling                      | Polen Agnieszka Kobus Maria Sajdak Marta Wieliczko Katarzyna Zillmann          | Australien Caitlin Cronin Harriet Hudson Rowena Meredith Ria Thompson                         |
| 2024    | Großbritannien Lola Anderson Georgina Brayshaw Lauren Henry Hannah Scott              | Niederlande Roos de Jong Tessa Dullemans Bente Paulis Laila Youssifou          | Deutschland Pia Greiten Leonie Menzel Tabea Schendekehl Maren Völz                            |

### Vierer ohne Steuerfrau
| Olympia | Gold                                                                            | Silber                                                                             | Bronze                                                             |
| ------- | ------------------------------------------------------------------------------- | ---------------------------------------------------------------------------------- | ------------------------------------------------------------------ |
| 1992    | Kanada Kirsten Barnes Brenda Taylor Jessica Monroe Kay Worthington              | Vereinigte Staaten Shelagh Donohoe Cynthia Eckert Amy Fuller Carol Feeney          | Deutschland Antje Frank Gabriele Mehl Birte Siech Annette Hohn     |
| 2020    | Australien Annabelle McIntyre Jessica Morrison Rosemary Popa Lucy Stephan       | Niederlande Ymkje Clevering Karolien Florijn Elisabeth Hogerwerf Veronique Meester | Irland Emily Hegarty Eimear Lambe Aifric Keogh Fiona Murtagh       |
| 2024    | Niederlande Benthe Boonstra Hermijntje Drenth Tinka Offereins Marloes Oldenburg | Großbritannien Esme Booth Helen Glover Samantha Redgrave Rebecca Shorten           | Neuseeland Jackie Gowler Phoebe Spoors Davina Waddy Kerri Williams |

### Achter
S = Steuerfrau / Steuermann
| Olympia | Gold | Silber | Bronze |
| ------- | --- | --- | --- |
| 1976    | DDR Viola Goretzki, Christiane Knetsch, Ilona Richter, Brigitte Ahrenholz, Monika Kallies, Henrietta Ebert, Helma Lehmann, Irina Müller, Marina Wilke (S)                     | Sowjetunion Ljubow Talalajewa, Nadeschda Roschtschina, Klavdija Koženkova, Olena Subko, Olha Kolkowa, Nadeschda Roschon, Olha Husenko, Nelli Tarakanowa, Olha Puhowska (S)     | Vereinigte Staaten Jacqueline Zoch, Anita DeFrantz, Carolyn Graves, Marion Greig, Anne Warner, Margaret McCarthy, Carol Brown, Gail Ricketson, Lynn Silliman (S)                                  |
| 1980    | DDR Martina Boesler, Kersten Neisser, Christiane Köpke, Birgit Schütz, Gabriele Kühn, Ilona Richter, Marita Sandig, Karin Metze, Marina Wilke (S)                             | Sowjetunion Olha Pywowarowa, Nina Umanez, Nadija Pryschtschepa, Walentina Schulina, Tatjana Stezenko, Olena Teroschyna, Nina Preobraschenska, Marija Pasjun, Nina Frolowa (S)  | Rumänien Angelica Aposteanu, Marlena Zagoni, Rodica Frîntu, Florica Bucur, Rodica Pușcatu, Ana Iliuță, Maria Constantinescu, Elena Bondar, Elena Dobrițoiu (S)                                    |
| 1984    | Vereinigte Staaten Shyril O’Steen, Harriet Metcalf, Carol Bower, Carolyn Graves, Jeanne Flanagan, Kristine Norelius, Kristen Thorsness, Kathryn Keeler, Betsy Beard (S)       | Rumänien Doina Bălan, Marioara Trașcă, Aurora Pleșca, Aneta Mihaly, Adriana Bazon, Mihaela Armășescu, Camelia Diaconescu, Lucia Sauca, Viorica Ioja (S)                        | Niederlande Nicolette Hellemans, Lynda Cornet, Harriet van Ettekoven, Greet Hellemans, Marieke van Drogenbroek, Anne-Marie Quist, Catharina Neelissen, Willemien Vaandrager, Martha Laurijsen (S) |
| 1988    | DDR Annegret Strauch, Judith Zeidler, Kathrin Haacker, Ute Wild, Anja Kluge, Ramona Balthasar, Beatrix Schröer, Ute Stange, Daniela Neunast (S)                               | Rumänien Doina Bălan, Marioara Trașcă, Veronica Necula, Herta Anitaș, Adriana Bazon, Mihaela Armășescu, Olga Homeghi, Rodica Arba, Ecaterina Oancia (S)                        | Volksrepublik China Han Yaqin, He Yanwen, Hu Yadong, Li Ronghua, Yang Xiao, Zhang Xianghua, Zhang Yali, Zhou Shouying, Zhou Xiuhua (S)                                                            |
| 1992    | Kanada Kirsten Barnes, Brenda Taylor, Megan Delehanty, Marnie McBean, Shannon Crawford, Kay Worthington, Jessica Monroe, Kathleen Heddle, Lesley Thompson (S)                 | Rumänien Doina Bălan, Doina Robu, Ioana Olteanu, Victoria Lepădatu, Iulia Bobeică, Viorica Neculai, Maria Pădurariu, Adriana Bazon, Elena Georgescu (S)                        | Deutschland Annegret Strauch, Sylvia Dördelmann, Cerstin Petersmann, Kathrin Haacker, Dana Pyritz, Christiane Harzendorf, Ute Wagner, Judith Zeidler, Daniela Neunast (S)                         |
| 1996    | Rumänien Anca Tănase, Veronica Cochela, Liliana Gafencu, Doina Spîrcu, Ioana Olteanu, Elisabeta Lipă, Mărioara Popescu, Doina Ignat, Elena Georgescu (S)                      | Kanada Heather McDermid, Tosha Tsang, Maria Maunder, Alison Korn, Emma Robinson, Anna van der Kamp, Jessica Monroe, Theresa Luke, Lesley Thompson (S)                          | Belarus Natallja Laurynenka, Aljaksandra Pankina, Natallja Woltschak, Tamara Dawydenko, Waljanzina Skrabatun, Alena Mikulitsch, Natallja Stassjuk, Marina Snak, Jaraslawa Paulowitsch (S)         |
| 2000    | Rumänien Georgeta Andrunache, Viorica Susanu, Ioana Olteanu, Veronica Cochela, Elisabeta Lipă, Maria Dumitrache, Liliana Gafencu, Doina Ignat, Elena Georgescu (S)            | Niederlande Anneke Venema, Carin ter Beek, Nelleke Penninx, Pieta van Dishoeck, Eeke van Nes, Tessa Appeldoorn, Marieke Westerhof, Elien Meijer, Martijntje Quik (S)           | Kanada Heather McDermid, Heather Davis, Dorota Urbaniak, Theresa Luke, Emma Robinson, Alison Korn, Laryssa Biesenthal, Buffy Alexander, Lesley Thompson (S)                                       |
| 2004    | Rumänien Rodica Florea, Viorica Susanu, Aurica Bărăscu, Ioana Papuc, Liliana Gafencu, Elisabeta Lipă, Georgeta Andrunache, Doina Ignat, Elena Georgescu (S)                   | Vereinigte Staaten Katherine Johnson, Samantha Magee, Megan Dirkmaat, Alison Cox, Anna Mickelson, Laurel Korholz, Caryn Davies, Lianne Nelson, Mary Whipple (S)                | Niederlande Froukje Wegman, Marlies Smulders, Nienke Hommes, Hurnet Dekkers, Annemarieke van Rumpt, Annemiek de Haan, Sarah Siegelaar, Helen Tanger, Ester Workel (S)                             |
| 2008    | Vereinigte Staaten Erin Cafaro, Anna Cummins, Caryn Davies, Zsuzsanna Francia, Anna Goodale, Caroline Lind, Elle Logan, Lindsay Shoop, Mary Whipple (S)                       | Niederlande Femke Dekker, Annemiek de Haan, Nienke Kingma, Roline Repelaer van Driel, Annemarieke van Rumpt, Sarah Siegelaar, Marlies Smulders, Helen Tanger, Ester Workel (S) | Rumänien Georgeta Andrunache, Enikő Barabás, Constanța Burcică, Doina Ignat, Simona Mușat, Ioana Papuc, Rodica Șerban, Viorica Susanu, Elena Georgescu (S)                                        |
| 2012    | Vereinigte Staaten Erin Cafaro, Zsuzsanna Francia, Esther Lofgren, Taylor Ritzel, Meghan Musnicki, Elle Logan, Caroline Lind, Caryn Davies, Mary Whipple (S)                  | Kanada Janine Hanson, Rachelle Viinberg, Krista Guloien, Lauren Wilkinson, Natalie Mastracci, Ashley Brzozowicz, Darcy Marquardt, Andréanne Morin, Lesley Thompson (S)         | Niederlande Jacobine Veenhoven, Nienke Kingma, Chantal Achterberg, Sytske de Groot, Roline Repelaer van Driel, Claudia Belderbos, Carline Bouw, Annemiek de Haan, Anne Schellekens (S)            |
| 2016    | Vereinigte Staaten Amanda Elmore, Tessa Gobbo, Eleanor Logan, Meghan Musnicki, Amanda Polk, Emily Regan, Lauren Schmetterling, Kerry Simmonds, Katelin Snyder (S)             | Großbritannien Karen Bennett, Olivia Carnegie-Brown, Jessica Eddie, Catherine Greves, Frances Houghton, Zoe Lee, Polly Swann, Melanie Wilson, Zoe de Toledo (S)                | Rumänien Mădălina Bereș, Andreea Boghian, Adelina Boguș, Roxana Cogianu, Iuliana Popa, Laura Oprea, Mihaela Petrilă, Ioana Strungaru, Daniela Druncea (S)                                         |
| 2020    | Kanada Susanne Grainger, Kasia Gruchalla-Wesierski, Madison Mailey, Sydney Payne, Andrea Proske, Lisa Roman, Christine Roper, Avalon Wasteneys, Kristen Kit (S)               | Neuseeland Kelsey Bevan, Emma Dyke, Kerri Gowler, Jackie Gowler, Ella Greenslade, Grace Prendergast, Beth Ross, Lucy Spoors, Caleb Shepherd (S)                                | Volksrepublik China Guo Linlin, Ju Rui, Li Jingjing, Miao Tian, Wang Zifeng, Wang Yuwei, Xu Fei, Zhang Min, Zhang Dechang (S)                                                                     |
| 2024    | Rumänien Adriana Adam, Roxana Anghel, Amalia Bereș, Nicoleta-Ancuța Bodnar, Maria Lehaci, Simona Radiș, Maria-Magdalena Rusu, Ioana Vrînceanu, Victoria-Ștefania Petreanu (S) | Kanada Abigail Dent, Caileigh Filmer, Kasia Gruchalla-Wesierski, Maya Meschkuleit, Sydney Payne, Jessica Sevick, Kristina Walker, Avalon Wasteneys, Kristen Kit (S)            | Großbritannien Annie Campbell-Orde, Holly Dunford, Emily Ford, Lauren Irwin, Heidi Long, Rowan McKellar, Eve Stewart, Harriet Taylor, Henry Fieldman (S)                                          |

### Leichtgewichts-Doppelzweier
| Olympia | Gold                                             | Silber                                              | Bronze                                               |
| ------- | ------------------------------------------------ | --------------------------------------------------- | ---------------------------------------------------- |
| 1996    | Rumänien Constanța Burcică Camelia Macoviciuc    | Vereinigte Staaten Teresa Bell Lindsay Burns        | Australien Virginia Lee Rebecca Joyce                |
| 2000    | Rumänien Constanța Burcică Angela Alupei         | Deutschland Valerie Viehoff Claudia Blasberg        | Vereinigte Staaten Christine Collins Sarah Garner    |
| 2004    | Rumänien Constanța Burcică Angela Alupei         | Deutschland Daniela Reimer Claudia Blasberg         | Niederlande Kirsten van der Kolk Marit van Eupen     |
| 2008    | Niederlande Marit van Eupen Kirsten van der Kolk | Finnland Minna Nieminen Sanna Stén                  | Kanada Tracy Cameron Melanie Kok                     |
| 2012    | Großbritannien Katherine Copeland Sophie Hosking | Volksrepublik China Xu Dongxiang Huang Wenyi        | Griechenland Christina Giazitzidou Alexandra Tsiavou |
| 2016    | Niederlande Ilse Paulis Maaike Head              | Kanada Lindsay Jennerich Patricia Obee              | Volksrepublik China Huang Wenyi Pan Feihong          |
| 2020    | Italien Federica Cesarini Valentina Rodini       | Frankreich Claire Bové Laura Tarantola              | Niederlande Marieke Keijser Ilse Paulis              |
| 2024    | Großbritannien Emily Craig Imogen Grant          | Rumänien Gianina-Elena Beleagă Ionela-Livia Cozmiuc | Griechenland Zoi Fitsiou Dimitra Eleni Kontou        |

## Nicht mehr ausgetragene Disziplinen

### Doppelvierer mit Steuerfrau
S = Steuerfrau
| Olympia | Gold                                                                                   | Silber | Bronze                                                                                             |
| ------- | -------------------------------------------------------------------------------------- | --- | -------------------------------------------------------------------------------------------------- |
| 1976    | DDR Anke Borchmann Jutta Lau Viola Poley Roswietha Zobelt Liane Weigelt (S)            | Sowjetunion Anna Kondraschina Mira Brjunina Larissa Alexandrowa Galina Jermolajewa Nadeschda Tschernyschowa (S)   | Rumänien Ioana Tudoran Maria Micșa Felicia Afrăsiloaie Elisabeta Lazăr Elena Giurcă (S)            |
| 1980    | DDR Sybille Reinhardt Jutta Ploch Jutta Lau Roswietha Zobelt Liane Buhr (S)            | Sowjetunion Antonina Pustowit Jelena Matijewskaja Olga Wassiltschenko Nadeschda Ljubimowa Nina Tscheremissina (S) | Bulgarien Mariana Serbesowa Rumeljana Bontschewa Dolores Nakowa Anka Bakowa Anka Georgiewa (S)     |
| 1984    | Rumänien Maricica Țăran Anișoara Sorohan Ioana Badea Sofia Corban Ecaterina Oancia (S) | Vereinigte Staaten Anne Marden Lisa Rohde Joan Lind Virginia Gilder Kelly Rickon (S)                              | Dänemark Hanne Eriksen Birgitte Hanel Lotte Koefoed Bodil Steen Rasmussen Jette Hejli Sørensen (S) |

### Vierer mit Steuerfrau
S = Steuerfrau
| Olympia | Gold                                                                                 | Silber                                                                                     | Bronze |
| ------- | ------------------------------------------------------------------------------------ | ------------------------------------------------------------------------------------------ | --- |
| 1976    | DDR Karin Metze Bianka Schwede Gabriele Lohs Andrea Kurth Sabine Heß (S)             | Bulgarien Kapka Georgiewa Ginka Gjurowa Marijka Modewa Liljana Wassewa Reni Jordanowa (S)  | Sowjetunion Ljudmila Krochina Nadeschda Sewostjanowa Galina Mischenina Anna Passocha Lidija Krylowa (S)   |
| 1980    | DDR Ramona Kapheim Silvia Fröhlich Angelika Noack Romy Saalfeld Kirsten Wenzel (S)   | Bulgarien Ginka Gjurowa Marijka Modewa Rita Todorowa Iskra Welinowa Nadeschda Filipowa (S) | Sowjetunion Marija Fadejewa Galina Sowetnikowa Marina Studnewa Swetlana Semjonowa Nina Tscheremissina (S) |
| 1984    | Rumänien Florica Lavric Maria Fricioiu Chira Apostol Olga Bularda Viorica Ioja (S)   | Kanada Marilyn Brain Angela Schneider Barbara Armbrust Jane Tregunno Lesley Thompson (S)   | Australien Robyn Grey-Gardner Karen Brancourt Susan Chapman Margot Foster Susan Lee (S)                   |
| 1988    | DDR Martina Walther Gerlinde Doberschütz Carola Hornig Birte Siech Sylvia Müller (S) | Volksrepublik China Zhang Xianghua Hu Yadong Yang Xiao Zhou Shouying Li Ronghua (S)        | Rumänien Marioara Trașcă Veronica Necula Herta Anitaș Doina Bălan Ecaterina Oancia (S)                    |